# 伯灵顿 (北达科他州)
伯灵顿（英語：Burlington），是美国北达科他州下属的一座城市。根据2010年美国人口普查，该市有人口1,060人。2011年估计该市有人口1,102人，相对于2010年，增长率为3.96%。